# Кугарчи (река)
Кугарчи (в верховьях — Жидебуляк) — река в России, протекает по Кугарчинскому району Башкортостана. Длина реки составляет 22 км.
Берёт начало в лесистой местности на Зилаирском плато в 5,5 км к востоку от деревни Етебулак. От истока течёт на север. Плавно отклоняясь влево, в верховьях образует дугу. Далее течёт на юго-запад — в нижнем течении на берегах расположены упомянутая деревня и хутор Семиречье. После впадения Чатры меняет название на Кугарчи. Устье реки находится в 151 км по левому берегу реки Большой Ик.
У истока имеется летник, в среднем течении — урочище Шафеево возле горы Каметал.

## Данные водного реестра
По данным государственного водного реестра России относится к Уральскому бассейновому округу, водохозяйственный участок реки — Большой Ик. Речной бассейн реки — Урал (российская часть бассейна).
Код объекта в государственном водном реестре — 12010000612112200006009.